# AK 8

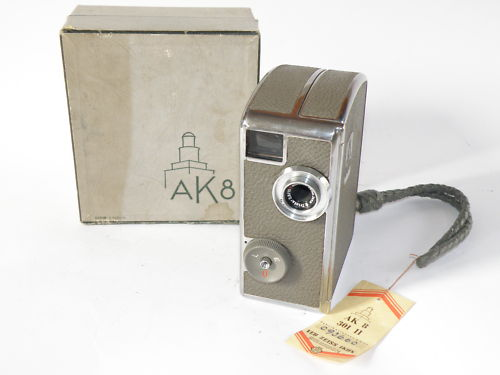
Kamera filmowa AK 8

AK 8 – kamera filmowa 2 x 8 mm produkcji Niemieckiej Republiki Demokratycznej (Pentacon).
Prosta w obsłudze i polecana dla początkujących filmowców kamera charakteryzowała się następującymi parametrami:
- obiektyw: 1,9/12 mm, niewymienny, fix-focus,
- częstotliwość zdjęć: 8, 16, 32 klatki na sekundę,
- bieg poklatkowy,
- możliwość cofania filmu,
- napęd sprężynowy,
- celownik lunetkowy bez wyrównania paralaksy,
- dodatkowa nasadka przedłużająca ogniskową obiektywu dwukrotnie,
- nasadkowy światłomierz "Abefot" do sprzężania z przysłoną obiektywu,
- wyposażenie dodatkowe[1].